# Павловское сельское поселение (Тёмкинский район)
Павловское сельское поселение — муниципальное образование в составе Тёмкинского района Смоленской области России.
Административный центр — деревня Булгаково.
Главой поселения и Главой администрации является Семенова Надежда Ивановна.

## Географические данные
- Расположение: восточная часть Тёмкинского района
- Граничит:
  - на северо-западе — с  Батюшковским сельским поселением
  - на севере — Васильевским сельским поселением
  - на востоке — с Калужской областью
  - на юге — с Вязищенским сельским поселением
  - на юго-востоке — с Тёмкинским сельским поселением
  - на западе — с Медведевским сельским поселением
  - на западе-северо-западе — с Селенским сельским поселением
- Крупные реки: Воря, Истра.
- По территории поселения проходит железная дорога Вязьма — Калуга, имеется станция: О.п. 57-й км.

## История
Образовано законом от 1 декабря 2004 года.
Законом Смоленской области от 28 июня 2017 года в Батюшковское сельское поселение были включены все населённые пункты двух упразднённых сельских поселений: Аносовского и Селенского.

## Население
| 2011  | 2012  | 2013  | 2014 | 2015 | 2016 | 2017 |
| ----- | ----- | ----- | ---- | ---- | ---- | ---- |
| 815   | ↘773  | ↘742  | ↘704 | ↘684 | ↘671 | ↘647 |
| 2018  | 2019  | 2020  | 2021 |      |      |      |
| ↗1230 | ↘1202 | ↘1179 | ↘933 |      |      |      |

## Населённые пункты
На территории сельского поселения находятся 41 населённый пункт:
| №  | Населённый пункт            | Тип     | Население |
| -- | --------------------------- | ------- | --------- |
| 1  | Алферово                    | деревня | 4         |
| 2  | Аносово                     | деревня | 0         |
| 3  | Безмено                     | деревня | 21        |
| 4  | Будка железной дороги 57 км | деревня | 0         |
| 5  | Булгаково                   | деревня | 351       |
| 6  | Бурково                     | деревня | 94        |
| 7  | Василево                    | деревня | 0         |
| 8  | Воробьево                   | деревня | 29        |
| 9  | Глинки                      | деревня | 0         |
| 10 | Головкино                   | деревня | 5         |
| 11 | Девяткино                   | деревня | 3         |
| 12 | Денежное                    | деревня | 2         |
| 13 | Дорна                       | деревня | 0         |
| 14 | Дуброво                     | деревня | 13        |
| 15 | Еськово                     | деревня | 1         |
| 16 | Засецкое                    | деревня | 3         |
| 17 | Ильино                      | деревня | 36        |
| 18 | Колчужино                   | деревня | 12        |
| 19 | Кордюково                   | деревня | 24        |
| 20 | Курчино                     | деревня | 0         |
| 21 | Мотовилово                  | деревня | 3         |
| 22 | Нарытка                     | деревня | 243       |
| 23 | Павловское                  | деревня | 132       |
| 24 | Перетес                     | деревня | 6         |
| 25 | Петровки                    | деревня | 31        |
| 26 | Поздняково                  | деревня | 15        |
| 27 | Рамоны                      | деревня | 0         |
| 28 | Савенки                     | деревня | 7         |
| 29 | Савостьяново                | деревня | 8         |
| 30 | Селенки                     | деревня | 276       |
| 31 | Семешкино                   | деревня | 4         |
| 32 | Сергеенки                   | деревня | 6         |
| 33 | Степаники                   | деревня | 21        |
| 34 | Судимово                    | деревня | 11        |
| 35 | Тёмкино                     | деревня | 95        |
| 36 | Фалилеево                   | деревня | 2         |
| 37 | Федюково                    | деревня | 2         |
| 38 | Шашурки                     | деревня | 10        |
| 39 | Шибнево                     | деревня | 6         |
| 40 | Шубкино                     | деревня | 1         |
| 41 | Якшино                      | деревня | 12        |

## Экономика
Сельхозпредприятия, магазины, лесопереработка .